# Lijst van meren in Newfoundland en Labrador
Dit is een lijst van meren in de Canadese provincie Newfoundland en Labrador. De provincie telt duizenden meren en tientallen stuwmeren.

## Lijst
| Naam                    | Type         | Oppervlakte | Ligging                 | Plaats(en)                        | Opmerking                                                                    |
| ----------------------- | ------------ | ----------- | ----------------------- | --------------------------------- | ---------------------------------------------------------------------------- |
| Big Beaver Pond         | Natuurlijk   | 7,0 km²     | Labrador (oost)         | –                                 |                                                                              |
| Blue Pond               | Natuurlijk   | 0,19 km²    | Newfoundland (oost)     | Holyrood (grondgebied)            | Ligt aan de Trans-Canada Highway                                             |
| Boony Lake              | Natuurlijk   | 2,7 km²     | Newfoundland (noord)    | –                                 |                                                                              |
| Clay Pond (#1)          | Natuurlijk   | 0,057 km²   | Newfoundland (oost)     | –                                 | Grootste van de Clay Ponds. Ligt in het Nationaal Park Terra Nova            |
| Clay Pond (#2)          | Natuurlijk   | 0,037 km²   | Newfoundland (oost)     | –                                 | Op een na grootste van de Clay Ponds. Ligt in het Nationaal Park Terra Nova  |
| Clay Pond (#3)          | Natuurlijk   | 0,013 km²   | Newfoundland (oost)     | –                                 | Op twee na grootste van de Clay Ponds. Ligt in het Nationaal Park Terra Nova |
| Clay Pond (#4)          | Natuurlijk   | 0,0010 km²  | Newfoundland (oost)     | –                                 | Kleinste van de Clay Ponds. Ligt in het Nationaal Park Terra Nova            |
| Clements Pond           | Natuurlijk   | 0,13 km²    | Newfoundland (oost)     | Portugal Cove                     |                                                                              |
| Codroy Pond             | Natuurlijk   | 1,26 km²    | Newfoundland (west)     | Codroy Pond                       |                                                                              |
| Coles Pond              | Natuurlijk   | 10,8 km²    | Newfoundland (noord)    | –                                 |                                                                              |
| Crescent Lake           | Natuurlijk   | 3,95 km²    | Newfoundland (noord)    | Robert's Arm                      | Huisvest volgens de folklore het monster Cressie                             |
| Deer Lake               | Natuurlijk   | 67,8 km²    | Newfoundland (west)     | Deer Lake, Pasadena, Pynn's Brook |                                                                              |
| Dennis Pond             | Natuurlijk   | 0,18 km²    | Newfoundland (west)     | Dennis Hill                       | Doorkruist door de Newfoundland T'Railway en de Trans-Canada Highway         |
| First Clay Cove Pond    | Natuurlijk   | 0,04 km²    | Newfoundland (noord)    | Bide Arm                          | Watervoorziening van Bide Arm                                                |
| Flour Lake              | Ondergelopen | 50 km²      | Labrador (west)         | –                                 | Deel van het Smallwood Reservoir                                             |
| Freds Lake              | Natuurlijk   | 4,1 km²     | Labrador (zuid)         | –                                 |                                                                              |
| Gander Lake             | Natuurlijk   | 113,2 km²   | Newfoundland (centraal) | Gander, Appleton, Glenwood        |                                                                              |
| Ghyvelde Lake           | Natuurlijk   | 25 km²      | Labrador (west)         | –                                 |                                                                              |
| Stuwmeer van Grand Bank | Stuwmeer     | 0,08 km²    | Newfoundland (zuid)     | Grand Bank (grondgebied)          |                                                                              |
| Iatuekupau              | Natuurlijk   | 40 km²      | Labrador (oost)         | –                                 |                                                                              |
| Inside Reservoir        | Stuwmeer     | 0,11 km²    | Newfoundland (zuid)     | –                                 |                                                                              |
| Jacopie Lake            | Ondergelopen | 35 km²      | Labrador (west)         | –                                 | Deel van het Smallwood Reservoir                                             |
| Kaku-nipi               | Natuurlijk   | 5,0 km²     | Labrador (oost)         | –                                 | Ligt in het Nationaal Park Mealy Mountains                                   |
| Kanutaikanit-nipi       | Natuurlijk   | 1,7 km²     | Labrador (oost)         | –                                 |                                                                              |
| Kolotulik Lake          | Natuurlijk   | 9,35 km²    | South Aulatsivik Island | –                                 | Grootste meer van dat eiland                                                 |
| Lawrence Pond           | Natuurlijk   | 0,23 km²    | Newfoundland (oost)     | Lawrence Pond                     |                                                                              |
| Leg Pond                | Natuurlijk   | 4,0 km²     | Newfoundland (noord)    | –                                 |                                                                              |
| Little Beaver Pond      | Natuurlijk   | 1,7 km²     | Labrador (oost)         | –                                 |                                                                              |
| Lobstick Lake           | Ondergelopen | 1500 km²    | Labrador (west)         | –                                 | Deel van het Smallwood Reservoir                                             |
| Long Steady             | Natuurlijk   | 0,38 km²    | Newfoundland (west)     | –                                 | Ligt in het Nationaal Park Gros Morne                                        |
| Memekueshu-nipi         | Natuurlijk   | 3,5 km²     | Labrador (oost)         | –                                 | Ligt in het Nationaal Park Mealy Mountains                                   |
| Meshikamau              | Ondergelopen | 2030 km²    | Labrador (west)         | –                                 | Grootste natuurlijke meer van de provincie. Deel van het Smallwood Reservoir |
| Middle Gull Pond        | Natuurlijk   | 4,50 km²    | Newfoundland (oost)     | –                                 | Telt vele vakantiewoningen                                                   |
| Millers Pond            | Natuurlijk   | 0,18 km²    | Newfoundland (oost)     | Portugal Cove                     |                                                                              |
| Minipi Lake             | Natuurlijk   | 97 km²      | Labrador (zuid)         | –                                 |                                                                              |
| Mistastin Lake          | Natuurlijk   | 145 km²     | Labrador (noord)        | –                                 | Ligt in de Mistastinkrater                                                   |
| Muddy Bay Pond          | Natuurlijk   | 12,7 km²    | Labrador (oost)         | –                                 |                                                                              |
| Outside Reservoir       | Stuwmeer     | 0,02 km²    | Newfoundland (zuid)     | Fortune (grondgebied)             |                                                                              |
| Smallwood Reservoir     | Stuwmeer     | 6527 km²    | Labrador (west)         | Churchill Falls                   | Op een na grootste stuwmeer ter wereld                                       |
| Tasisuak Lake           | Natuurlijk   | 56 km²      | Labrador (noord)        | –                                 |                                                                              |
| Ten Mile Lake           | Natuurlijk   | 31,5 km²    | Newfoundland (noord)    | –                                 |                                                                              |
| Tom Roses Pond          | Natuurlijk   | 2,8 km²     | Newfoundland (noord)    | –                                 | Noordelijke van beide meren. Bereikbaar via NL-438.                          |
| Tom Roses Pond          | Natuurlijk   | 2,05 km²    | Newfoundland (noord)    | –                                 | Zuidelijke van beide meren.                                                  |
| Trout River Small Pond  | Natuurlijk   | 2,9 km²     | Newfoundland (west)     | Trout River                       | Ligt in het Nationaal Park Gros Morne                                        |
| West Dam Pond           | Stuwmeer     | 0,06 km²    | Bell Island             | Wabana (grondgebied)              |                                                                              |
| White Hills Pond        | Natuurlijk   | 7,8 km²     | Labrador (oost)         | –                                 |                                                                              |